# فورست كلاين
فورست كلاين (بالإنجليزية: Forrest Kline)‏ هو مغن مؤلف ومغني أمريكي، ولد في 7 نوفمبر 1983.

## وصلات خارجية
- الموقع الرسمي
- فورست كلاين على موقع ميوزك برينز (الإنجليزية)
- فورست كلاين على موقع ديسكوغز (الإنجليزية)